# Mason (condado de Bayfield, Wisconsin)
Mason es un pueblo ubicado en el condado de Bayfield en el estado estadounidense de Wisconsin. En el Censo de 2010 tenía una población de 315 habitantes y una densidad poblacional de 3,41 personas por km².

## Geografía
Mason se encuentra ubicado en las coordenadas 46°27′32″N 91°6′53″O / 46.45889, -91.11472. Según la Oficina del Censo de los Estados Unidos, Mason tiene una superficie total de 92.51 km², de la cual 92.51 km² corresponden a tierra firme y (0%) 0 km² es agua.

## Demografía
Según el censo de 2010, había 315 personas residiendo en Mason. La densidad de población era de 3,41 hab./km². De los 315 habitantes, Mason estaba compuesto por el 94.29% blancos, el 0% eran afroamericanos, el 1.59% eran amerindios, el 1.27% eran asiáticos, el 0% eran isleños del Pacífico, el 0.32% eran de otras razas y el 2.54% pertenecían a dos o más razas. Del total de la población el 0.95% eran hispanos o latinos de cualquier raza.